# Glil Yam
Glil Yam (en hebreo: גליל ים) es un kibutz situado en el Distrito de Tel Aviv en Israel. Está ubicado entre la llanura de Ramat HaSharon y Herzliya, pertenece a la jurisdicción del Concejo Regional Hof HaSharon. En 2017 tenía una población de 500 habitantes.

## Historia
El kibutz fue establecido en 1943 por un grupo que se había formado en 1933. La tierra sobre la cual el pueblo fue fundado habían sido compradas a los habitantes de la aldea árabe de Ijlil por parte del Fondo Nacional Judío. El nombre del poblado es mencionado en el libro de los samaritanos.[cita requerida]